# Teatro Titano
Il Teatro Titano è il teatro più importante della Repubblica di San Marino, venne costruito nel 1750 e venne ristrutturato dal Partito Fascista Sammarinese con gran parte del denaro proveniente dall'Italia fascista. I lavori di ristrutturazione cominciarono nel 1936 sotto la guida di Gino Zani e fu inaugurato solennemente alla presenza dei Capitani Reggenti il 3 settembre 1941.
È composto da due file di palchi che sovrastano la platea. Al centro della prima fila c'è il Palco della Reggenza che serve ad ospitare i Capitani Reggenti. In alto c'è il Loggione. Il palcoscenico è ornato da figure in rilievo che raccontano la storia della Repubblica dalle origini. La cupola del teatro è ornata dagli stemmi dei Castelli della Repubblica San Marino.

## Capienza
| Settore  | Capienza |
| -------- | -------- |
| Platea   | 147      |
| Loggione | 60       |
| Palchi   | 110      |
| Totale   | 315      |